# Ophiochondrella squamosa
Ophiochondrella squamosa is een slangster uit de familie Ophiacanthidae.
De wetenschappelijke naam van de soort werd in 1883 gepubliceerd door Theodore Lyman.